# Isotima quadrata
Isotima quadrata là một loài tò vò trong họ Ichneumonidae.